# Farid Ghazi
Farid Ghazi (in arabo فريد غازي‎?; Guelma, 16 marzo 1974) è un ex calciatore algerino, di ruolo attaccante.

## Carriera

### Club
Ha giocato nel campionato algerino, francese, emiratino, tunisino e finlandese.

### Nazionale
Con la Nazionale algerina ha collezionato 22 presenze in 4 anni di militanza oltre a due convocazioni per la Coppa d'Africa.